# II-12
De II-12 is een nationale weg van de tweede klasse in Bulgarije. De weg loopt van Vidin via Bregovo naar Servië. De II-12 is 26 kilometer lang.